# Kvenen

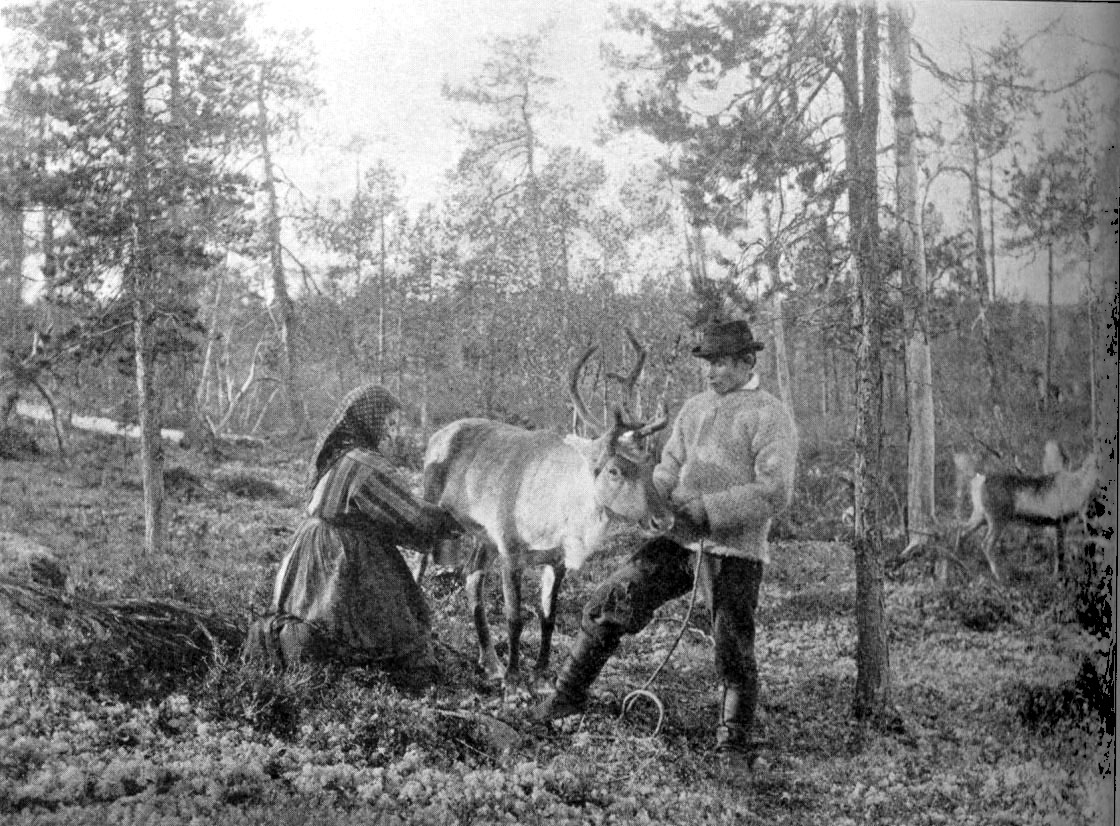
Een rendier wordt gemolken, eind 19e eeuw in westelijk Finnmark. De man op de foto draagt typisch Kveense klederdracht

De Kvenen (Kveens/Fins: kveeni; Noors: kvener of kvæner) zijn een kleine Fins-etnische minderheid in Noorwegen, en in mindere mate in Finland en Zweden.
Er zijn 10.000 tot 15.000 Kvenen in Noorwegen, naar schatting van de Noorse overheid. Een andere schatting kwam op een groter aantal, 50.000 tot 60.000. De Kvenen bevinden zich voornamelijk in de noordelijkste provincies Finnmark en Troms, vooral in het noorden van Troms en het westen van Finnmark. De meest actieve gemeenschappen bevinden zich in Vadsø en Bugøynes.
De bevolkingsgroep is genetisch verwant aan de inwoners van de Finse provincie Kainuu. De Kveense taal is nauw verwant aan het Fins, Meänkieli en Karelisch, vooral aan het Meänkieli.
De Kvenen zijn nakomelingen van Finse immigranten die in de 18e en 19e eeuw naar Noorwegen kwamen. Deze immigratie bereikte een hoogtepunt tijdens de Finse hongersnood in de jaren 1860. Eind 19e eeuw bestond 25% van de bevolking van Finnmark en 8% van de bevolking van Troms uit Kvenen.
De taal en cultuur van de Kvenen werd, net als die van de Saami, actief onderdrukt door de Noorse overheid, die tussen circa 1850 en 1950 een assimilatiepolitiek ("vernoorsing") voerde. Het gebruik van Kveens in scholen en officiële instanties was verboden, en Kveense plaatsnamen werden vervangen door Noorse namen. De term Kveen was een scheldwoord.
In Noorwegen wordt het Fins sinds 1986 erkend als officiële taal in gebieden in Troms en Finnmark met een beduidende Kveens-Finse bevolking. De Kveense taal werd in 2005 officieel erkend in het kader van het Europees Handvest voor regionale talen of talen van minderheden.